# العدو (رواية)
العدو (بالإنجليزية: The Enemy)‏ هي رواية رعب من تأليف الكاتب البريطاني تشارلي هيغسون وصدرت سنة 2009.

## القصة
يتفشى وباء يحول كل من عمره فوق 14 سنة الى زومبي لذا يحاول بعض المراهقين النجاة.

## الترجمة العربية
قامت صبيحة عوض بترجمة الرواية وقامت دار الساقي بنشرها.